# ヴァイオリン協奏曲 (ベートーヴェン)
ヴァイオリン協奏曲 ニ長調 作品61（ヴァイオリンきょうそうきょく ニちょうちょう さくひん61）は、ルートヴィヒ・ヴァン・ベートーヴェンが1806年に作曲したヴァイオリンと管弦楽のための協奏曲である。

## 概要
ベートーヴェン中期を代表する傑作の1つである。彼はヴァイオリンと管弦楽のための作品を他に3曲残している。2曲の小作品「ロマンス（作品40および作品50）」と第1楽章の途中で未完に終わったハ長調の協奏曲（WoO 5、1790-92年）がそれにあたり、完成した「協奏曲」は本作品1作しかない。しかしその完成度はすばらしく、『ヴァイオリン協奏曲の王者』とも、あるいはメンデルスゾーンの作品64、ブラームスの作品77の作品とともに『三大ヴァイオリン協奏曲』とも称される。
この作品は同時期の交響曲第4番やピアノ協奏曲第4番にも通ずる叙情豊かな作品で伸びやかな表情が印象的であるが、これにはヨゼフィーネ・フォン・ダイム伯爵未亡人との恋愛が影響しているとも言われる。
なお、以下に述べられる情報の幾つかは新ベートーヴェン全集における児島新（Shin Augustinus Kojima）の研究に基づく。

## 作曲の経緯
この作品の構想されたのがいつ頃なのかを特定する証拠はないが、交響曲第5番第1楽章のスケッチにこの作品の主題を書き記したものが存在するという。いずれにしても、『傑作の森』と呼ばれる中期の最も充実した創作期の作品であることに違いはない。創作にあたってベートーヴェンは、ヴァイオリニストでアン・デア・ウィーン劇場オーケストラのコンサートマスターであったフランツ・クレメントを独奏者に想定し、彼の助言を容れて作曲している。この作品が完成した時、ベートーヴェンはその草稿をクレメントに捧げたが、1808年に出版された際の献呈は、親友のシュテファン・フォン・ブロイニングになされた。

## 初演
1806年12月23日　アン・デア・ウィーン劇場にて、フランツ・クレメントの独奏により演奏された。この時までベートーヴェンの作曲は完成しておらず、クレメントはほぼ初見でこの難曲を見事に演奏して、聴衆の大喝采を浴びた。
しかし、その後演奏される機会が少なくなり、存在感も薄れていった。これを再び採り上げ、『ヴァイオリン協奏曲の王者』と呼ばれるまでの知名度を与えたのは、ヨーゼフ・ヨアヒムの功績である。ヨアヒムはこの作品を最も偉大なヴァイオリン協奏曲と称し、生涯演奏し続けた。

## 楽器編成
独奏ヴァイオリン、フルート（第2楽章は休止）、オーボエ2（第2楽章は休止）、クラリネット2、ファゴット2、ホルン2、トランペット2（第2楽章は休止）、ティンパニ（第2楽章は休止）、弦楽五部

## 演奏時間
約48分

## 作品の内容

### 第1楽章
アレグロ・マ・ノン・トロッポ ニ長調
協奏風ソナタ形式。まずティンパニによる微かに刻むリズムの序奏で始まり、オーボエが牧歌的で美しい第1主題を歌う。穏やかに進むと見せかけて突然全奏で変ロ長調の和音が現れる。しかし、すぐさまシレジア民謡による第2主題がまずフルート以外の木管で演奏される。やがて弦楽器がトレモロを繰り広げて金管も加わって次第に盛り上がり、オーケストラ提示部を締めくくる。落ち着いたところでようやく独奏ヴァイオリンが登場、独奏提示部に入り第1主題を奏でるが、ここでもティンパニのモチーフが現れる。第2主題はイ長調。独奏ヴァイオリンのトリルの上でクラリネットが演奏する。そして結尾主題へと導いて提示部を締めくくる。オーケストラがヘ長調の和音を強奏する形で展開部が始まり、第2主題をフルート以外の木管で演奏しつつもすぐに全奏となる。やはり落ち着いたところで独奏ヴァイオリンが加わり、第1主題を奏で、入念な主題操作が行われている。再現部に入るとやはりオーケストラが第1主題を奏で、これに独奏ヴァイオリンが二音のオクターブによる重音で加わる形となっている。ここからは提示部とほぼ変わらずニ長調で進行する。オーケストラがニ長調の主和音で締め括るとカデンツァとなるが、後述の通りベートーヴェンはこのカデンツァを作曲していない。カデンツァの後、弦楽器がピッチカートで奏する上で独奏ヴァイオリンが第2主題を静かに奏でるが、徐々に力を増し、最後は強奏の主和音で力強く終わる。演奏時間は約25分～26分。

### 第2楽章
ラルゲット ト長調
変奏曲（あるいは変奏曲の主部を持つ三部形式とも解釈できる）。安らかで穏健な主題が弱音器付きの弦楽器により提示される。第1変奏から第3変奏まで独奏ヴァイオリンは主題を担当せず装飾的に動き回る。第1変奏ではホルンとクラリネット、第2変奏ではファゴットが主題を担当する。第3変奏で管弦楽と続いて独奏ヴァイオリンが新しい旋律を歌い始めて中間部に入る。この旋律はG線とD線のみで演奏するよう指定されている。これが華やかに変奏されるうち、主部の主題が変形されて中間部の主題と絡む。弦楽器が重厚な響きを出すとここから独奏ヴァイオリンの短いカデンツァとなり（このカデンツァはベートーヴェンの手によるもの）そのまま第3楽章に入る。演奏時間は約11分～12分。

### 第3楽章
ロンド アレグロ ニ長調
ロンド形式。いきなり独奏ヴァイオリンがロンド主題を提示して始まり、オーケストラがこれを繰り返す。次に独奏ヴァイオリンが朗らかな第1副主題を演奏する。この後独奏ヴァイオリンは重音奏法を使いながら細かい経過句を経てロンド主題を再現する。オーケストラがロンド主題を繰り返すと独奏ヴァイオリンがこれを変奏し始め、やがて感傷的な第2副主題となる。これをファゴットが引き取り、独奏ヴァイオリンは装飾音から次いでロンド主題を再帰させる。オーケストラの繰り返し、独奏ヴァイオリンによる第1副主題とロンドの型通りに曲は進行し、カデンツァ（第1楽章同様ベートーヴェンはこのカデンツァを作曲していない）となる。独奏ヴァイオリンによるロンド主題の再現もかねて、オーケストラと共に輝かしいクライマックスを築いて、力強く全曲の幕を閉じる。演奏時間は約10分。

## カデンツァ
この曲は3つの楽章それぞれにカデンツァを必要とする。ベートーヴェンは、ピアノ協奏曲では第5番（第5番にはカデンツァがなく、ベートーヴェン自身も不要であると指示している）を除き、すべてカデンツァを作曲しているが、ヴァイオリン協奏曲に関しては各楽章のカデンツァを遺していない。ベートーヴェン自身がヴァイオリンをピアノほど弾きこなすことができず、演奏者（クレメント）に任せたのであろう。多くのヴァイオリニストがそれぞれカデンツァを作曲しており、その中で現在よく演奏されるのは、ヨーゼフ・ヨアヒム、レオポルト・アウアー、フリッツ・クライスラーらが創作したものである。他にはベートーヴェン自身によるピアノ協奏曲編曲版（後述）のカデンツァに基づくものや、アルフレート・シュニトケのものがある。

### ピアノ版カデンツァに基づくもの
ヴォルフガング・シュナイダーハンは後述するピアノ協奏曲編曲版のベートーヴェン自身によるカデンツァをヴァイオリン用に編曲したものを録音に使用している。ピアノパートはヴァイオリンに置き換えられているが、ピアノ協奏曲編曲版オリジナルのカデンツァにあったティンパニのパートはそのままティンパニで演奏されている。ベートーヴェン/シュナイダーハンのカデンツァはルッジェーロ・リッチやトーマス・ツェートマイヤーも録音に用いている。
またギドン・クレーメルもピアノ協奏曲編曲版のカデンツァを編曲して演奏に使用している。ピアノ版オリジナルにあるティンパニのパートがそのまま演奏されるのはシュナイダーハンの編曲と同様であるが、ピアノパートの全てがヴァイオリンに置き換えられるのではなく、一部はピアノパートのまま残されており、その部分を担当するピアノがカデンツァに参加する。
上記以外にイザベル・ファウスト、クリスチャン・テツラフ、パトリシア・コパチンスカヤなども、やはりピアノ協奏曲版のカデンツァを編曲して演奏に用いている。

### シュニトケ版カデンツァ
カデンツァの素材は通常、完全なる即興演奏の場合を除けば、同じ曲の中から素材を選ぶのが普通である。しかしアルフレート・シュニトケが書きクレーメルが後に改作したカデンツァは別の曲、それもベートーヴェン以外の作曲家（ベルク、ブラームスなど）の作品からも素材が引用されている。またヴァイオリンだけでなくティンパニやファゴットも演奏に参加している。このシュニトケ版カデンツァの原曲は、旧ソ連のヴァイオリニストであるマーク・ルボツキーのために書かれた。

## ピアノ協奏曲 ニ長調 作品61a
1807年にベートーヴェンは、クレメンティの勧めに従ってこの曲をピアノ協奏曲に編曲している（作品61a）。ピアノ版はヴァイオリン協奏曲の献呈先シュテファン・フォン・ブロイニングの妻、ユーリエに献呈された。ユーリエ・ヴェリング（旧姓）はピアニストで、1808年にシュテファンと結婚しており、この編曲はベートーヴェンから親友夫妻への結婚祝いのプレゼントであったといわれている。
ベートーヴェンは原曲のヴァイオリン協奏曲にはカデンツァを書かなかったが、このピアノ協奏曲には入念なカデンツァを書いている。特に第1楽章のものは、125小節にわたる長大なものである上に、カデンツァでありながらティンパニを伴う破格のものである。
前述したように、このカデンツァをヴァイオリン用に編曲してヴァイオリン協奏曲演奏の際に使用する事も少なくない。いずれの例でも、ティンパニのパートはそのままティンパニで演奏されている。
ベートーヴェンのピアノ協奏曲として完成した曲は第1番〜第5番「皇帝」の5曲のみであるが、1815年にベートーヴェンが作曲に着手しながら未完成のまま放棄したピアノ協奏曲ニ長調 Hess 15があり、これを「ピアノ協奏曲第6番」、ヴァイオリン協奏曲ニ長調 作品61の編曲版の「ピアノ協奏曲 ニ長調 作品61a」を「ピアノ協奏曲第7番」と呼ぶことがある。ただしHess 15の協奏曲は未完であり、後世の補筆版でなければ演奏可能な状態にない。一方で「ピアノ協奏曲 作品61a」は、ヴァイオリン協奏曲からの編曲とはいえまぎれもなくベートーヴェン自身の作であり、完成している。そのことから、Hess 15ではなく作品61aの方を「ピアノ協奏曲第6番」と呼ぶこともある。